# Kožim
Il Kožim (in russo Кожим?) è un fiume della Russia europea settentrionale, affluente di destra della Kos'ju nel bacino della Pečora. Scorre nella Repubblica dei Komi.
Il fiume ha origine su un lato del monte Kožim-Iz negli Urali subpolari ,vicino al confine con il Circondario autonomo degli Chanty-Mansi-Jugra. Nella parte superiore scorre attraverso l'area disabitata del territorio del parco nazionale «Jugyd va» tra alcune catene montuose, in direzione nord, poi si dirige mediamente verso nord-ovest. All'altezza del villaggio di Kožymvom, sfocia nel Kos'ju a 97 km dalla foce. Il Kožim ha una lunghezza di 202 km; l'area del suo bacino è di 5 180 km².
Il fiume è attraversato dalla ferrovia Kotlas-Pečora-Vorkuta nei pressi del villaggio di Kožim e dell'omonima stazione.